# 뜨인돌
뜨인돌은 대한민국의 출판사로, 1994년 설립되었다.

## 출판 서적
- 아버지 자리찾기
- 성공하는 리더를 위한 유머기법 7가지
- 흑설공주 이야기
- 신나는 노빈손 시리즈

## 같이 보기
- 신나는 노빈손